# Gallica
Gallica é a biblioteca digital da Biblioteca Nacional da França. Seu acesso é gratuito, contendo livros digitalizados, cartas, jornais, gravuras e uma coleção de manuscritos iluminados. Em 10 de fevereiro de 2010, a Gallica digitalizado um milhões de documentos, com as cenas intituladas da vida de Boêmia (Scènes de la vie de Bohème) de Henri Murger, escrito em 1913.

## Características

### Coleções
Em 12 de abril de 2014, a Gallica alcançou o índice para consulta on-line de 3 023 304  documentos onde 550 390 eram livros, 1 347 078 livretos de imprensa e revistas, 981 659 imagens 44 358 manuscritos, 72 291 cartões, 24 015 partições, e 3 513 documentos de som, um ritmo com 1 500 páginas digitalizadas por dia. Uma série de trabalhos tem reconhecimento ótico de caracteres onde o texto pode ser procurado no site da Gallica. A coleção inteira armazenada em Gallica e Gallica intramural, representa um volume de 1 519 terabyteem 31 de dezembro de 2014.

### Registro bibliográfico
Cada documento é atribuído um identificador numérico ARK.
Todos os documentos têm também uma registro bibliográfico próprio, que pode conter:
- Título: Título do trabalho
- Editor:
- Data de emissão: exemplo:(1789-1792)
- Assunto: as palavras-chave e frases usadas para fazer a pesquisa
- Tipo: exemplo: ainda, gravura
- O tamanho original: exemplo : Água-forte, gravura; 32.5 x 22.5  cm
- Formato da versão digital:  exemplo: image / jpeg
- Direitos: direitos de utilização exemplo: domínio público
- Nome de usuário: exemplo, ark:/12148/btv1b6948042s
- Fonte:  exemplo: Biblioteca Nacional de França, gravuras e Departamento de Fotografia, RESERVE QB-370 (25)-FT 4 [De Vinck, 4219
- Relação: Ligações com outras obras, um link para a versão digital (exemplo: Relação: http://catalogue.bnf.fr/ark:/12148/cb40249941w)
- Fonte: Geral bnf.fr
- Descrição

## História

### No início: EPBF
As primeiras digitalizações são de 1992, depois de um projeto com constituição de uma "coleção fixa com imagens digitalizadas", iniciado em 1990, no tempo da Établissement Public de la Bibliothèque de France (EPBF). O alvo no momento é de 300 000 imagens fixas, com a ideia de criar coleções multimídia (incluindo áudio, impressão, imagens fixas e em movimento). A Biblioteca Nacional  francesa é então contatada para participar do fundo, bem como instituições privadas ou agências de fotografia.
Após a fusão (decidida por François Mitterrand), em 1994, da Biblioteca Nacional e do EPBF, a nova Biblioteca Nacional da França (BNF) começa a prestar mais atenção às coleções dos seus fundos próprios e no processo de digitalização; eles logo representam metade do fundo digital. O serviço específico no cargo até a fusão para comprar livros a ser digitalizado, deve agora trabalhar com os departamentos temáticos da BNF para escolher em seus fundos e do Departamento de Audiovisual que conduziu principalmente aquisições de fundo em coleções ao ar livre que são carregadas as quais podem selecionar imagens nos departamentos especializados.

## Departamentos

### Departamento de Manuscritos
- Agostinho, Cidade de Deus

Pintura de de Jean-Pierre Louis Laurent Houel intitulado Tomada da Bastilha e digitalizado pela Gallica

- Benoît de Sainte-Maure, Romance de Troy

- Boccaccio, Casos de homens e mulheres nobres

- Boccaccio, Claras e nobres mulheres

- World Chronicle

- Diálogo um cavaleiro e Cristianismo

- Eneias

- Josefo, Antiguidades Judaicas

- Josefo, Guerra Judaica

- Grandes Chroniques de France

- Guyart des Moulins, Bible historiale

- Guillaume Fillastre, Velocino de Ouro

- História Antiga de César

- História de Merlin

- História do Santo Graal

- Jean de Wavrin, Crônicas da Inglaterra

- Jean Mansel, Histórias da Flor

- Lancelot

- Leonardo Bruni, Guerra Púnica

- A Morte do rei Artur

- Ovídio, Metamorfoses

- Pierre Choque, Anne Foix Recebendo

- Queste del Santo Graal

- Quintus Curtius, História de Alexandre, o Grande

- Raoul Lefèvre, Histórias de Troyes

- Romance de Tebas

- Romance da Távola Redonda

- Tito Lívio, História Romana

- Tristan Léonois

- Filho Três Reis

- Valério Máximo , Fatos memoráveis

#### Manuscritos orientais
- Ahmedî, Iskender-nâma

- Katib Çelebi, Djihân-Nüma

- Mîr Haydar, Mirâdj-nâma

- Tcherkes Aghâ Yûsuf Pâshâ, Safarnâme

- Zubdet el-Tevarikh